# مضمن بصري
المضمنات البصرية (بالإنجليزية: Optical modulators)‏ هي أجهزة بصرية تستخدم لتعديل سعة الموجات للشعاع الضوئي.
فيتم تحويل المعلومات إلى إشارة ضوئية ثنائية عبر الألياف البصرية أونقل الترددات المتوسطة خلال (الألياف البصرية) الموصلة ,فيتم تضمين الموجة بعدة طرق منها :تغيير السعة ويسمى تضمين الإتساع (تضمين المطال), تضمين الطور، تضمين الاستقطاب..الخ
ومن أسهل الطرق للحصول على التضمين هي تضمين شدة الضوء باستخدام دائرة ضوئية (ثنائي الليزر)ويسمى هذا النوع بالتضمين المباشر، خلافا للتضمين الضوئي الخارجي وينقسم إلى قسمين :
1. التضمين الاستيعابي (معامل الامتصاص)
2. التضمين الانكساري (معامل الانكسار للمادة).

فيمكن تغيير معامل الامتصاص من خلال تأثير فرانز ,والتكميم (أثر شتارك) أو امتصاص الإكسيتون في العازل أو شبه الموصل
وكذلك بتغيير تركيز النواقل الحرة ,وعادة عند ظهور العديد من هذه الآثار يسمى التضمين بالتضمين الكهربائي - الامتصاصي.
ويمكن الاستفادة من التضمين الانكساري في الأثر الكهروضوئي (تضمين السعة والطور).
وينتج نواع أخرى للتضمين اعتمادا على الأثر الضوئي - الصوتي، الأثر الضوئي - المغناطيسي مثل أثر فاراداي وأثر كوتون
وهناك تضمين آخر يعرف بالتضمين الضومكاني (SLM) حيث يتم تعديل توزيع البعدين (الطور والسعة) للموجة الضوئية.

## التضمين الضوئي
في المضمن الضوئي يمكن استخدام أشباه الموصلات ذات بناء نانوي وذلك لزيادة آداء المضمن ورفع الاستقرار والحصول على استجابة عالية وسريعة ويظهر ترابط قوي للموجات المضمنة في المجمع.
تستخدم قطع السيليكون باعتبارها مادة فوتونية وكذلك أكاسيد المعادن لأشباه الموصلات في المضمن الكهروضوئي
ويظهر الأثر الكهرو ضوئي في الهياكل الكبيرة ولايمكن ظهوره على الرقاقات.كما أظهر أول جهاز تضمين الكتروضوئي معتمدا على السيليكون سرعات عالية.

## المضمن الكهربي -الضوئي النانوي
هو جهاز يستخدم للتحكم في الطاقة والاستقطاب والطور لشعاع الليزر وذلك من خلال التحكم في الإشارة الكهربائية
وعادة مايحتوي على خلية أو خليتان من خلايا بوكلز وعناصر بصرية أخرى مثل مواد استقطاب

مبدأ العمل الأساسي له يعتمد على الأثر الكهروضوئي الخطي (أثر بوكلز، تضمين معاكل الانكسارلبلورة خطية باستخدام المجال الكهربي ,فالبلورة المغطاة بمجال كهربي تعتبر مصدر جهد متغير وحيد الموجة.
فعندما يمر الضوء خلال هذه البلورة يحدث له استقطاب وتتغير سعته
ونجد أن التضمين الكهروضوئي للسيليكون يقع في نطاق مايكرو متر
جهاز التضمين الكهروضوئي :عبارة عن مرنان حلقي مثبت على سميكة من أكسيدالسيليكون سمكها 3ملم ,عرض الحلقة 450 نانومتر

وارتفاعها 250 نانو متر، وقطرها 12ملم والبعد بين الحلقة وامتداد الطول الموجي هو 200 نانو متر

## المضمن الضوئي - الصوتي النانوي
يستخدم للتحكم في كثافة شعاع الليزر.فيكون الخرج للشعاع من الرتبة الأولى (تكوين براغ) وترتبط كثافة الشعاع بقوة إشارة التحكم للشعاع الراديو ,ويمكن معرفة زمن التضمين بمعرفة زمن انتقال الموجات الصوتية خلال شعاع الليزر حيث ترتكز السرعات العالية لشعاع الليزرفي الأسفل وعند مرورها خلال المضمن تتكون منطقة متوسطة للسرعات
في المضمن البصري –الصوتي يعمل شعاع الليزر على (تفاعل متوسط) بين الموجات الصوتية والتردد المرتفع داخل الكريستال أو الزجاج المتماثل بصريا بالتالي يعمل شعاع الليزر على عكس جبهة الموجة (انعكاس براج) وعند تطبيق مجال صوتي يحيد الشعاع عن مساره بغياب المجال يمر دون حيود وبتكرار فتح وغلق مصدر المجال الصوتي فإن الشعاع يستجيب لذلك بسرعة شديدة ويحدث التضمين الرقمي, وبتغير سعة الموجات الصوتية تختلف كثافة الشعاع الحائد (تضمين تماثلي).

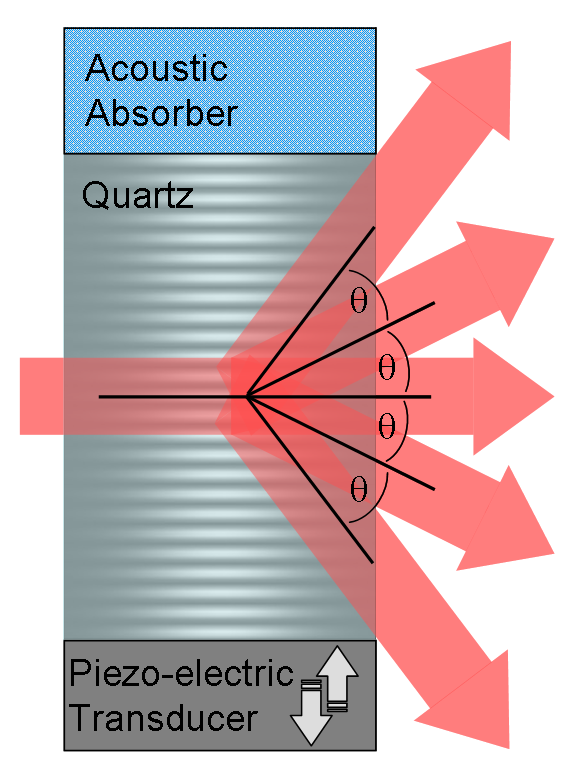

تؤثر الموجات المنعزلة بشدة على المستويات الإلكترونية لأشباه الموصلات النانوية.
سعة الموجة المنعزلة لاشباه الموصلات النانوية كبيرة جدا ومستويات الطاقة المكممة كذلك ذات طاقة أكبر من 10 ميغا الكترون فولت
وكذلك تستغرق الموجة المنعزلة فترة في حدود البيكو ثانية للانتقال وهو اقل من زمن الانتقال البصري بين مستويات الإلكترونية ويتغير أيضا تردد الضوء المضمن المنبعث (أثر شيربينق)

هذا النظام يتحكم بسرعة عالية في مستويات الإلكترونية لا شباه الموصلات(شبه موصل) النانوية.

## المضمن الضوئي - المغناطيسي النانوي
يطبق مجال مغناطيسي Hdcمستمر عاموديا على اتجاه انتشار الضوء لإنتاج مجال موحد ,

باتجاه مستعرض 4πMs ,rf تضمين المجال المغناطيسي وبتطبيق المجال على طول انتشار الموجة خلال ملف طويل ينتج مناطق ممغنطة موازية للمجال بتغير الزمن تذبذبها 4πMs

خلا ل زاوية θ,وباستخدام مجال متردد تختلف محاور الاستقطاب ويتم تعديل السعة باستخدام المحلل وينتج أثر فاراداي.
عندمرور تيار متغير مع الزمن ينشأ مجال مغناطيسي ويكون منتشرا على طول اتجاه الموجة الضوئية (في نطاق اقل من مايكرو)

## التضمين البصري باستخدام أشباه الموصلات أخرى نانوية
يضمن الشعاع في نطاق التيرا هيرتز باستخدام أشباه الموصلات النانوية 

نتيجة للطلب المتزايد لزيادة النطاق العرضي للتردد، فمن المتوقع من أنظمة الاتصالات اللاسلكية قصيرة المدى توسع تردداتها في نطاق التيراهيرتز 

لذلك يحظى التفاعل بين الإشعاع وأشباه الموصلات باهتمام متزايد وتستند هذه التكنولوجيا على التنظيم الكمي لإنتاج ترانزستورات ذات الكترونات تحركيتها عالية وتقتصر على الكترونات الغازات 

GaAs/AlxGa1 xAsفي المقدمة.

يمكن التحكم في فروق قيم كثافة الألكترونات بتطبيق فرق جهد على البوابة الخارجية ,هذا الأمر يساهم في تغيير خصائص الانتقال

والانعكاس للجهاز إلى حزمة واردة بالتيرا هيتز.

## التطبيقات والمنتجات التجارية
التضمين الكهروضوئي وتطبيقاته 

- من thorlabs<br/>
مضمن الطور 40 جيجا بايت/ثانية 

عالي الأداء ,انخفاض الجهد الخارجي للمضمن البصري (صمم لعملاء تطوير نظم نقل الجيل 4 القادم)يسمح بزيادة عرض النطاق الترددي من أجل نقل البيانات بسرعة عالية.

التطبيقات

التحكم في الاتصالات عالية السرعة ,ربط التصالات ,تشغيل الترددات C-Band,L-Band ,الحساسات البصرية ,تحويل جميع الترددات البصرية
تطبيقات المضمن الضوئي –الصوتي النانوي 

- من Mach-40<br/>

تضمين ضوئي – صوتي يشمل طابعة الليزر، تسجيل الفيديو على القرص ,أنظمة البروجكتر الليزرية